# Castanhal
Castanhal är en stad och kommun i norra Brasilien och är belägen i delstaten Pará, några mil öster om dess huvudstad Belém. Hela kommunen har cirka 190 000 invånare.

## Administrativ indelning
Kommunen var år 2010 indelad i två distrikt:
- Apeú
- Castanhal

## Befolkningsutveckling
| Område              | Areal (km²)   | Invånarantal 1 augusti 2000 | Invånarantal 1 augusti 2010 | Invånarantal 1 juli 2014 |
| ------------------- | ------------- | --------------------------- | --------------------------- | ------------------------ |
| Kommun              | 1 028,89      | 134 496                     | 173 149                     | 186 895                  |
| Urban befolkning    | Ingen uppgift | 121 249                     | 153 378                     | Ingen uppgift            |
| ...varav centralort | Ingen uppgift | 118 337                     | 149 896                     | Ingen uppgift            |